# Карола Сесилия

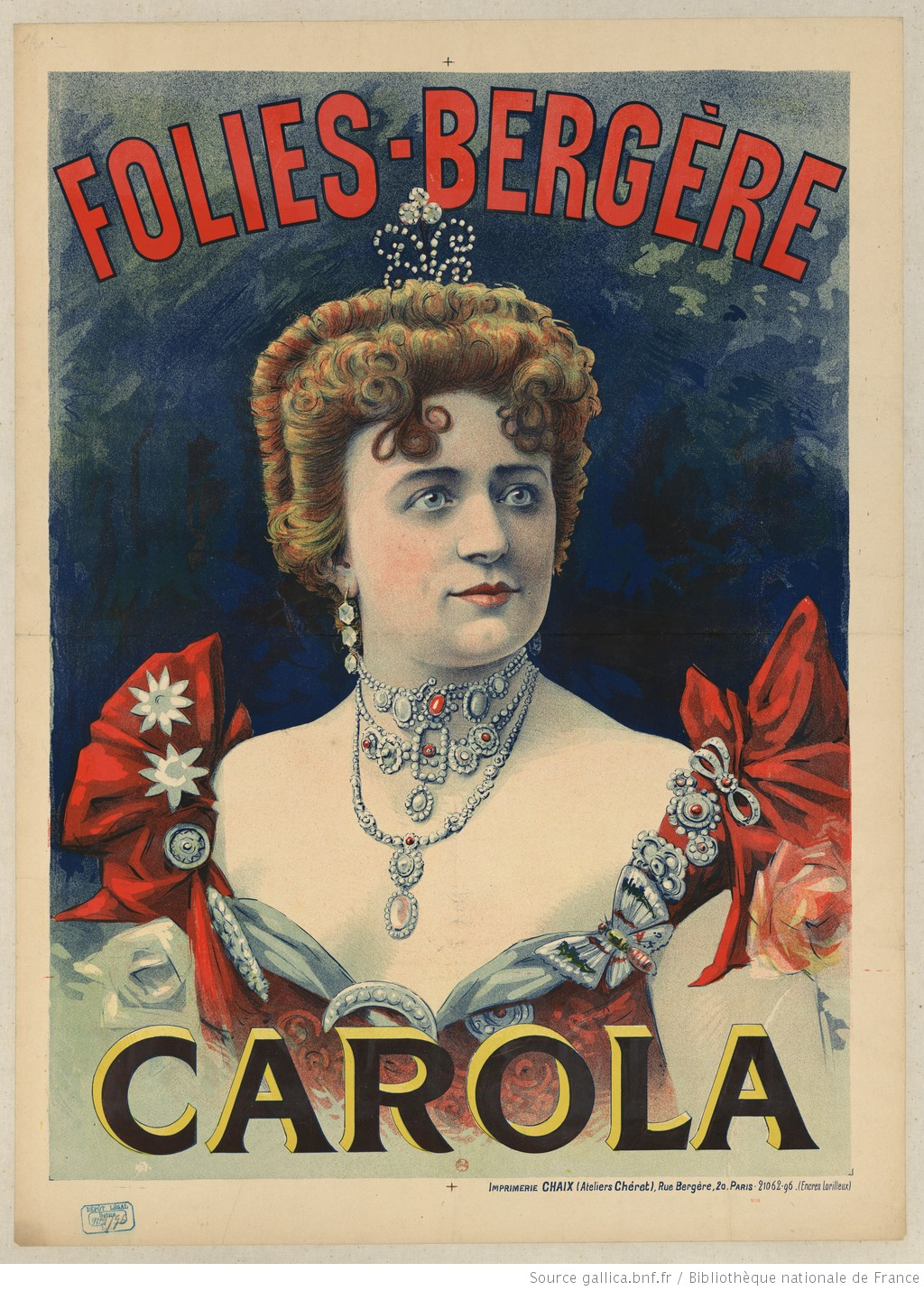
Карола Сесилия в роли примадонны Фоли-Бержер, ок. Около 1904 г.

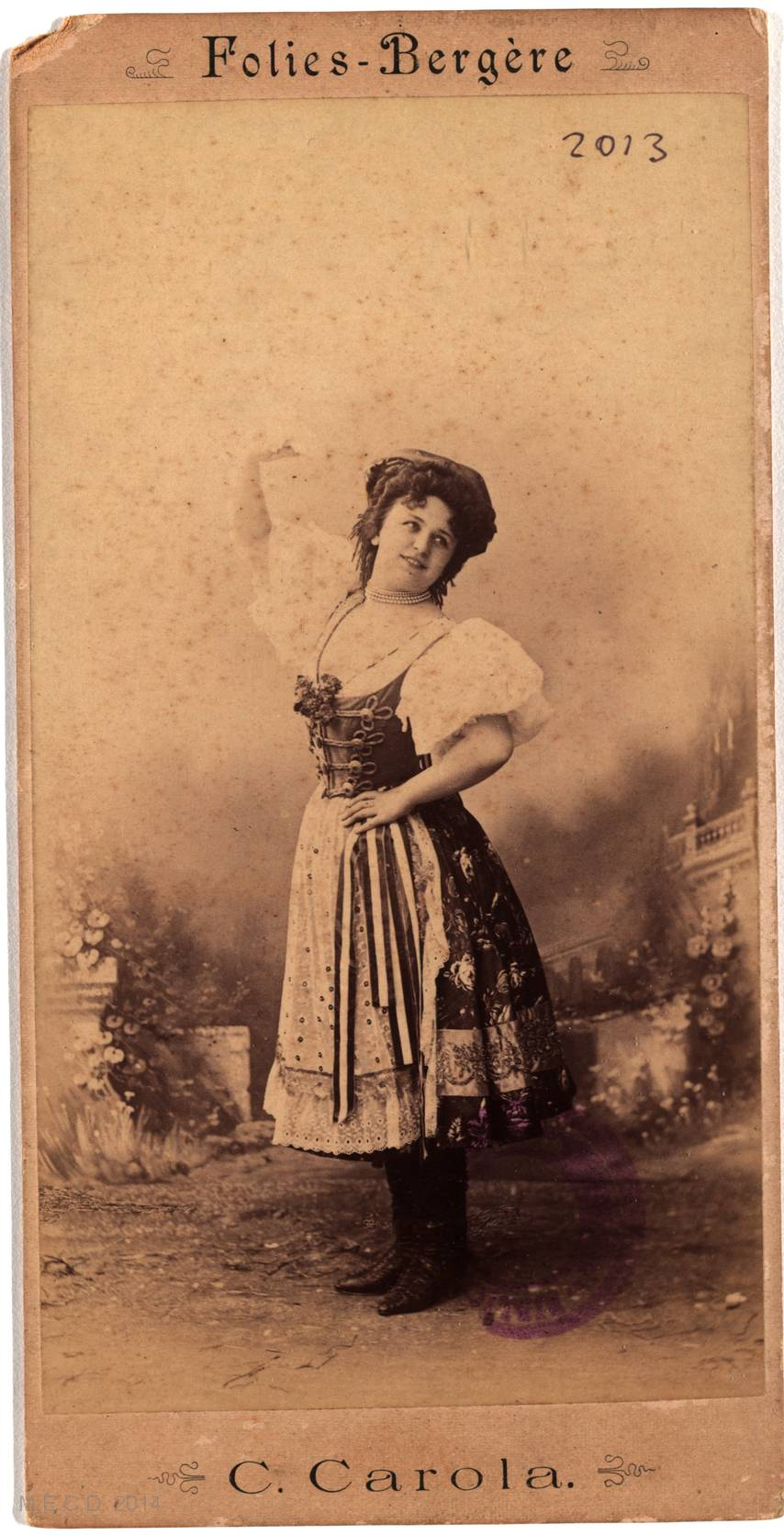

Карола Сесилия урождённая Вильгельмина Сесилия Клотильда Августа Фогель (венг. Carola Cecília; 5 ноября 1867, 
Бреслау, Силезия, королевство Пруссия — 22 сентября 1942, Грац) — венгерская певица
 и танцовщица
 оперетты, примадонна.
Выступала на сценах Пешта, Берлина, Вены, Парижа и Санкт-Петербурга.
Была звездой театра «Аполло» в Берлине, в 1901 году в её честь были выпущены памятные монеты.
Послужила моделью статуи женщины на памятнике императору Вильгельму I в Данциге